# Michael Kohlmann
Michael Kohlmann (* 11. ledna 1974 Hagen) je německý profesionální tenista. Ve své dosavadní kariéře vyhrál 5 turnajů ATP ve čtyřhře.

## Finálové účasti na turnajích ATP (17)

### Čtyřhra - výhry (5)
| Legenda                                                       |
| ATP International Series Gold / ATP World Tour 500 Series (0) |
| ATP International Series / ATP World Tour 250 Series (5)      |

| Č. | Datum          | Turnaj                | Povrch  | Partner         | Soupeři ve finále                  | Výsledek        |
| 1. | 17. únor 2002  | Kodaň, Dánsko         | tvrdý   | Julian Knowle   | Jiří Novák Radek Štěpánek          | 7-610, 7-5      |
| 2. | 5. leden 2003  | Čennaj, Indie         | tvrdý   | Julian Knowle   | František Čermák Leoš Friedl       | 7-61, 7-63      |
| 3. | 16. leden 2005 | Auckland, Nový Zéland | tvrdý   | Yves Allegro    | Simon Aspelin Todd Perry           | 6-4, 7-64       |
| 4. | 16. duben 2006 | Houston, USA          | antuka  | Alexander Waske | Julian Knowle Jürgen Melzer        | 5-7, 6-4, 10-5  |
| 5. | 4. únor 2007   | Záhřeb, Chorvatsko    | koberec | Alexander Waske | František Čermák Jaroslav Levinský | 7-65, 4-6, 10-5 |

### Čtyřhra - prohry (12)
| Legenda                                                   |
| ATP International Series / ATP World Tour 250 Series (12) |

| Č.  | Datum             | Turnaj              | Povrch | Partner          | Vítězové                       | Výsledek         |
| 1.  | 19. září 1999     | Bournemouth, Anglie | antuka | Nicklas Kulti    | David Adams Jeff Tarango       | 6-3, 6-75, 7-65  |
| 2.  | 16. červenec 2000 | Gstaad, Švýcarsko   | antuka | Jérôme Golmard   | Jiří Novák David Rikl          | 3-6, 6-3, 6-4    |
| 3.  | 5. květen 2002    | Mallorca, Španělsko | antuka | Julian Knowle    | Mahesh Bhupathi Leander Paes   | 6-2, 6-4         |
| 4.  | 2. březen 2003    | Kodaň, Dánsko       | tvrdý  | Julian Knowle    | Tomáš Cibulec Pavel Vízner     | 7-5, 5-7, 6-2    |
| 5.  | 26. říjen 2003    | Petrohrad, Rusko    | tvrdý  | Rainer Schüttler | Julian Knowle Nenad Zimonjić   | 7-61, 6-3        |
| 6.  | 23. květen 2004   | Casablanca, Maroko  | antuka | Yves Allegro     | Enzo Artoni Fernando Vicente   | 3-6, 6-0, 6-4    |
| 7.  | 29. srpen 2004    | Long Island, USA    | tvrdý  | Yves Allegro     | Anthony Dupuis Michaël Llodra  | 6-2, 6-4         |
| 8.  | 13. únor 2005     | San José, USA       | tvrdý  | Yves Allegro     | Wayne Arthurs Paul Hanley      | 7-64, 6-4        |
| 9.  | 10. červenec 2005 | Gstaad, Švýcarsko   | antuka | Rainer Schüttler | František Čermák Leoš Friedl   | 7-66, 7-611      |
| 10. | 30. duben 2006    | Casablanca, Maroko  | antuka | Alexander Waske  | Julian Knowle Jürgen Melzer    | 6-3, 6-4         |
| 11. | 18. červen 2006   | Halle, Německo      | tráva  | Rainer Schüttler | Fabrice Santoro Nenad Zimonjić | 6-0, 6-4         |
| 12. | 12. červenec 2009 | Newport, USA        | tráva  | Rogier Wassen    | Jordan Kerr Rajeev Ram         | 6-76, 7-67, 10-6 |

## Davisův pohár
Michael Kohlmann se zúčastnil 6 zápasů v Davisově poháru  za tým Německa s bilancí 1-2 ve dvouhře a 3-2 ve čtyřhře.

## Postavení na žebříčku ATP na konci sezóny

### Dvouhra
| Rok    | 1994 | 1995   | 1996   | 1997   | 1998  | 1999   | 2000   | 2001   | 2002   | 2003   | 2004   | 2005   | 2006   |
| Pořadí | 630. | ▲ 369. | ▲ 351. | ▲ 255. | ▲ 98. | ▼ 166. | ▼ 217. | ▲ 137. | ▲ 123. | ▼ 311. | ▲ 274. | ▼ 459. | ▼ 916. |

### Čtyřhra
| Rok    | 1995 | 1996   | 1997   | 1998   | 1999  | 2000  | 2001  | 2002  | 2003  | 2004  | 2005  | 2006  | 2007  | 2008   |
| Pořadí | 351. | ▲ 265. | ▲ 176. | ▲ 121. | ▲ 89. | ▼ 95. | ▲ 92. | ▲ 51. | ▲ 45. | ▲ 43. | ▼ 51. | ▲ 35. | ▼ 54. | ▼ 118. |